# Spirostreptus arcanus
Spirostreptus arcanus är en mångfotingart som beskrevs av Karsch 1881. Spirostreptus arcanus ingår i släktet Spirostreptus och familjen Spirostreptidae. Inga underarter finns listade i Catalogue of Life.